# 예르트 프레드릭손
예르트 프리돌프 프레드릭손(스웨덴어: Gert Fridolf Fredriksson, 1919년 11월 21일 ~ 2006년 7월 5일)은 스웨덴의 단거리 카누 선수이며, 1942년부터 1964년까지 활약하였다.

## 생애
뉘셰핑 출신으로 1948년부터 1960년까지 4개의 하계 올림픽에서 6개의 금메달을 포함하여 총 8개의 메달을 획득하였다. 1964년 하계 올림픽에서는 총감독을 맡았다.
프레드릭손은 1942년부터 1960년까지 올림픽, 국내 선수권, 노르딕 선수권, 세계 선수권에서 많은 메달을 획득한 가장 성공적 남성 카누 선수였다. 4개의 올림픽에서 6개의 금메달과 함께 올림픽 역사상 가장 성공적인 스웨덴 선수로 남아있다.
또한 세계 선수권에서 7개의 금메달과 국내 선수권에서 71개의 메달을 땄다.
1949년 스벤스카 다그블라데트 금메달을 수상하였다. 1956년에는 세계에서 제1의 스포츠맨으로서 IOC가 기증한 모하마드 타헤르 트로피를 수상하였는 데, 이 상을 수상한 단 1명의 카누 선수이다.
이후 암으로 투병 생활을 하다가 2006년 7월 5일 뉘셰핑의 한 병원에서 사망했다.

## 같이 보기
- 올림픽 다관왕 목록